# 上之庄站
上之庄站（日语：／ Kaminoshō eki */?）是位於三重縣松阪市上之庄町，屬於東海旅客鐵道（JR東海）的名松線車站。

## 歷史
- 1960年（昭和35年）8月1日 - 國鐵開設此站[1]。當時為旅客車站。
- 1987年（昭和62年）4月1日 - 伴隨國鐵分割民營化，車站由東海旅客鐵道（JR東海）營運[1]。

## 車站構造
本站是地面車站，設有1面1線的單式月台。月台位於路軌北邊。此站是由松阪站管理的無人車站。月台上只有候車室。在車站啟用當初只設有一座簡單的月台和一張長椅。

## 利用狀況
根據「三重縣統計書」，以下為1日平均乘車人次列表：
| 年度   | 1日平均 乘車人次 |
| ------ | ---------------- |
| 1997年 | 11               |
| 1998年 | 10               |
| 1999年 | 10               |
| 2000年 | 9                |
| 2001年 | 7                |
| 2002年 | 11               |
| 2003年 | 13               |
| 2004年 | 15               |
| 2005年 | 21               |
| 2006年 | 19               |
| 2007年 | 17               |
| 2008年 | 14               |
| 2009年 | 12               |
| 2010年 | 11               |
| 2011年 | 8                |
| 2012年 | 12               |
| 2013年 | 12               |
| 2014年 | 11               |
| 2015年 | 10               |
| 2016年 | 8                |
| 2017年 | 6                |
| 2018年 | 7                |
| 2019年 | 6                |

## 車站周邊
車站周邊位於松阪市內，在此之前是舊・一志郡三雲町的飛地。
- 永善寺 - 國家重要文化財
- 和田金牧場 - 飼養松阪牛的大規模牧場。
- 近鐵山田線・松崎站
- 伊勢自動車道松阪交流道

## 相鄰車站
東海旅客鐵道（JR東海）
名松線
松阪－上之庄－權現前

## 注腳
1. 1 2 3  曾根悟（日语：曽根悟）（監修）. 朝日新聞出版分冊百科編集部（編集） , 编. . 週刊朝日百科. 25号 紀勢本線・参宮線・名松線. 朝日新聞出版. 2010-01-10: 26-27 （日语）.
2. ↑  三重県統計書 （页面存档备份，存于） - 三重県